# Sphagnales
Sphagnales, red mahovnjača u razredu Sphagnopsida. Postoji podjela na 3 porodice. Fosilni rod Sphagnumsporites možda pripada porodici Sphagnaceae.
- Familia Ambuchananiaceae A. J. Shaw
- Familia Flatbergiaceae A. J. Shaw
- Familia Sphagnaceae Dumort.
- Genus Sphagnumsporites Raatz ex R. Potonié